# Pentathlon moderne aux Jeux olympiques d'été de 1948
Navigation
Berlin 1936 Helsinki 1952

## Tableau des médailles pour le Pentathlon moderne
| Rang | Pays       | Médaille d'or | Médaille d'argent | Médaille de bronze | Total |
| ---- | ---------- | ------------- | ----------------- | ------------------ | ----- |
| 1    | Suède      | 1             | 0                 | 1                  | 2     |
| 2    | États-Unis | 0             | 1                 | 0                  | 1     |

## Individuel homme
| Médaille | Noms         | Pays       |
| -------- | ------------ | ---------- |
| or       | William Grut | Suède      |
| argent   | George Moore | États-Unis |
| bronze   | Gösta Gärdin | Suède      |